# Charles Augustus Milverton
Charles Augustus Milverton (anglicky The Adventure of Charles Augustus Milverton, 1904) je jedna z povídek Arthura Conana Doylea o Sherlocku Holmesovi a doktoru Johnu Watsonovi. Je zařazena do sbírky Návrat Sherlocka Holmese (1905). Holmes tu bojuje proti vyděrači Charles Augustu Milvertnovi (pocházejicího z Austrálie). Holmes zde používá svou schopnost boje a předvídací logiky.

## Děj
Příběh vypráví John Watson až několik let od popsaných událostí, aby nepoškodil lidi, o kterých pojednává. Holmes a Watson se vrátili z procházky a doma na ně čekala vizitka Charlese Augusta Milvertona z Appledore Towers v Hampsteadu. Podle Holmesova popisu se jednalo o „krále všech vyděračů“, který skupoval různé kompromitující materiály a když z nich mohl mít největší prospěch, tak jimi vydíral postižené. Ač k němu Holmes cítil velký odpor, Milverton přišel na jeho pozvání a na druhý pokus už Holmese s Watsonem doma zastihl. Holmes měl na žádost klientky lady Evy Brackwellové vyjednávat o snížení ceny za dopisy, které lady kdysi napsala chudému venkovskému šlechtici a kterými nyní hrozí Milverton překazit svatbu Brackwellové s earlem z Dovencourtu. Milverton požadoval sedm tisíc liber, Holmes žádal slevu na dva tisíce liber s tím, že lady Brackwellová není schopná víc zaplatit. Milverton ale zůstal neoblomný, protože má podobných kšeftů rozjednáno víc a snížil by tak svoji cenu. Holmes s Watsonem se tedy pokusili násilím se alespoň zmocnit Milvertonovy tašky, ve které by mohl dopisy mít, ten jim ale pohrozil revolverem, řekl, že dopisy u sebe nenosí, a odešel.
Za několik dní, během kterých chodil v převleku z domu, oznámil Sherlock Holmes Watsonovi, že se v přestrojení za klempíře jménem Emmett zasnoubil s Milvertonovou služebnou Agathou. Díky tomu poznal Milvertonův dům a jeho zvyky a pojal úmysl se k němu vloupat. Po rozhovoru s Watsonem, ve kterém shledali, že čin je morálně ospravedlnitelný, Watson Holmese přemluvil, aby jej vzal pro případ nebezpečí s sebou. Holmes se vybavil zlodějským náčiním a v noci vyrazili k Appledore Towers. Bez problémů se dostali do jeho pracovny a zatímco Watson hlídal dveře, Holmes se dobýval do pokladny. Vyrušil je ale šramot a rychle se schovali za závěsy. Do místnosti vstoupil Milverton, který tedy nespal, jak oba předpokládali, a zdálo se, že na někoho čeká. Za nějakou dobu skutečně přišla žena, která chtěla Milvertonovi prodat dopisy kompromitující hraběnku d'Albertovou. Pak ale nadzvedla závoj a ukázalo se, že ve skutečnosti jde o nějakou ženu, které Milverton zničil život, protože poslal nějaké dopisy jejímu manželovi, kterému z nich puklo srdce. Žena vyděrače zastřelila a uprchla. Holmes rychle vyskočil zpoza závěsu, zamkl dveře vedoucí z nitra domu a všechny dopisy z pokladny naházel do krbu. Pak s Watsonem utíkali také a díky tomu, jak Holmes znal dobře zahradu, se jim podařilo setřást pronásledovatele z nyní již zcela zburcovaného domu.
Druhý den přišel za Holmesem inspektor Lestrade, jestli by mu nemohl s řešením záhadné vraždy v Hampsteadu. Podle svědků zde byli dva vrazi. Holmes odvětil, že popis je tak neurčitý, že by se hodil i na Watsona a že nemá zájem vyšetřovat vraždu Milvertona, kterého považoval za jednoho z nejnebezpečnějších lidí v Londýně.
Povídka končí tak, že si Holmes vzpomněl, kdo je ta žena, kterou viděl střílet na Milvertona, ale s Watsonem si toto tajemství nechali pro sebe.

## Adaptace
Povídka byla několikrát adaptována v televizi i ve filmu. Vychází z ní také příběh epizody His Last Vow z třetí řady seriálu Sherlock.